# Ново-Часельське нафтогазоконденсатне родовище
Ново-Часельське нафтогазоконденсатне родовище – гігантське родовище у Тюменській області Росії.
Родовище відкрили у 1989 році. Всього унаслідок розвідки виявили не менш ніж 6 покладів – 2 газові, 1 газоконденсатний, 1 газонафтовий та 2 нафтогазові. Запаси газу приблизно порівну розподіляються між пластом ПК-1 покурської свити (сеноманський ярус верхньої крейди) та відкладами туронського ярусу.
Колектори – пісковики із лінзовидними вкрапленнями глин.
Станом на 2017 рік початкові видобувні запаси газу за російськими категоріями А+В+С1 оцінювались у 102 млрд м3.